# Tarcã
Tarcã (Tarkhan) é uma necrópole do Alto Egito, situada cerca de 50 quilômetros ao sul do Cairo na margem esquerda do rio Nilo, entre Faium e Mênfis. Foi escavado entre 1911-1912 e 1912-1913 por Flinders Petrie com ajuda de sua esposa Hilda, três estudantes (Rex Engelbach, Ernest Mackay e Gerald Wainwright) e, por breve período, o jovem arqueólogo T. E. Lawrence. Engloba uma faixa de deserto baixa, com cerca de 1,6 quilômetro de comprimento, usada do fim do Período pré-dinástico à Época romana; os sepultamentos datam do final do pré-dinástico, das dinastias I, III-V, X-XI, XXIII-XV e do período greco-romano. Há também um templo de adobe mal preservado datado das dinastia XXIII-XXV. Para distinguir os achados do primeiro século da Época Tinita (3100–3000 a.C.), que são maioria, Petrie designou-os de Tarcã, um nome obtido de uma vila próxima, e chamou de Cafir Amar, nome obtido da vizinha estação ferroviária, os achados posteriores. Eles permitiram a Petrie continuar com Datação Sequencial (D.S.) até a III dinastia, bem como os sereques encontrados permitiram a Werner Kaiser e Günter Dreyer formular uma sequência de desenvolvimento dos nomes reais dentro dos sereques.

## Túmulos
Petrie achou mais de 2 000 tumbas tinitas, todas datadas entre 3 100-3 000 a.C., implicando que um centro relativamente urbanizado estava situado nas cercanias, talvez a Acantônpolis de fontes posteriores. Os bens depositados estão bem preservados e abrangem diferentes níveis sociais. Todos os mortos - independentemente da idade ou sexo - são enterrados individualmente e abastecido com um pote de cereais e um pote cilíndrico com gordura, pão e manteiga. Às vezes (1 enterro em 10), há jóias, itens de armamento ou lazer com o falecido, e muito raramente uma figurinha. Para a maioria dos enterros, não se registrou vestígios de capelas no nível do solo ou instalações de oferendas mais simples.
As tumbas estão espalhados por vasta área, que Petrie chamou de cemitérios de "morro", situados predominantemente em pequenos outeiros a oeste do cultivo. Estão divididos, quase centralmente, por um pequeno uádi raso que vai de leste a oeste, que Petrie nomeou o cemitério do "vale". 1 054 enterros do "vale" e 305 da "colina" foram mapeados. Junto de Abidos, e o mais tarde descoberto cemitério de Heluã, era um dos maiores cemitérios do período em qualquer lugar no Egito. A maioria das tumbas eram simples orifícios ovais ou retangulares na areia em que o corpo foi posto em posição contraída, geralmente com a cabeça para o sul, deitado no lado esquerdo, voltado para o oeste (como era costume nos enterros pré-dinásticos no Alto Egito). Menos comumente, eram colocados com a cabeça ao norte, no lado esquerdo e voltados para o leste. O corpo era geralmente coberto com uma mortalha de linho ou um tapete de tecido e em alguns casos, foi colocado num caixão de junto ou cestaria, e raramente em grandes vasos de cerâmica.
Os sepultamentos de maior grandeza eram tumbas de mastaba situadas no extremo sul dos cemitérios de "colina" e no extremo oeste do cemitério do "vale". As quatro maiores delas estavam em relativo isolamento nos cemitérios de "colina" e foram datadas por Petrie em D.S. 80-81 (Nacada IIIc2-IIIc3 de Kaiser). Elas incluíam superestruturas de fachada palaciana de adobe nichadas, tumbas de várias salas, escadas, muralhas e alguns sepultamentos subsidiários. A escala e a forma de muitas dessas características são comparáveis a outras grandes tumbas de mastaba dos períodos pré-dinástico tardio e dinástico inicial em Abidos, Sacará, Nacada e Gizé. No cemitério do "vale", Petrie achou outras sete pequenas mastabas de adobe, datadas em D.S. 77-8 (Nacada IIIa2-IIIc1 de Kaiser). Todas tinham capelas, geralmente no canto nordeste, que estavam parcialmente preenchidas e / ou cercadas por pilhas de cerâmica, indicando a importância das oferendas mortuárias. Áreas espacialmente distintas, possivelmente usadas por subgrupos dentro da sociedade com estatutos distintos, são claramente visíveis em Tarcã. Em ambas as áreas do cemitério, as mastabas estão agrupadas relativamente próximas. A área mais ocidental do cemitério do "vale" também exibe um agrupamento repetido de sepulturas maiores, com mais bens mortuários e uma porcentagem maior de artefatos mais raros.

## Achados
Nos túmulos desse período foram encontrados grandes quantidades de sílices trabalhados (p. ex. raspadores), objetos de calcita (cinco vasos, uma tigela, um banco e fragmentos de outro), madeira (a alça de um enxó, um cabo, um punhal e um vaso), cobre (uma tigela e um fio), marfim (um alfinete), pedra (vasos), alabastro (vasos e um prato), cerâmicos (10 cacos e a alça de vasos sírios, quatro frascos cilíndricos de linha ondulada, dois grandes potes de armazenamento), siltito (duas taças), linho (panos e roupas), faiança (um vaso) e ossos (um chifre de touro e um osso de gazela).
Em materiais variados, ainda havia amuletos, um deles em forma de cabeça de touro e outros feitos com conchas, paletas cosméticas, colheres, contas, um bracelete, uma cabeça de enxó e selos impressos. Sereques impressos em vasos e selos com nomes de alguns reis (Crocodilo, Ni-Hor, Hate-Hor, Ka e Narmer) também foram achados. Nas tumbas dos períodos posteriores, foram encontrados objetos em madeira (encostos de cabeça e um arco), ferro (um gancho), calcita (vasos), linho, ouro (um anel), cerâmicos e objetos cujos materiais não foram indicados por Petrie: contas, um pingente, um colar, um chapelim, duas sandálias, dois frascos, um selo de botão, amuletos e figurinhas.

## Galeria de fotos

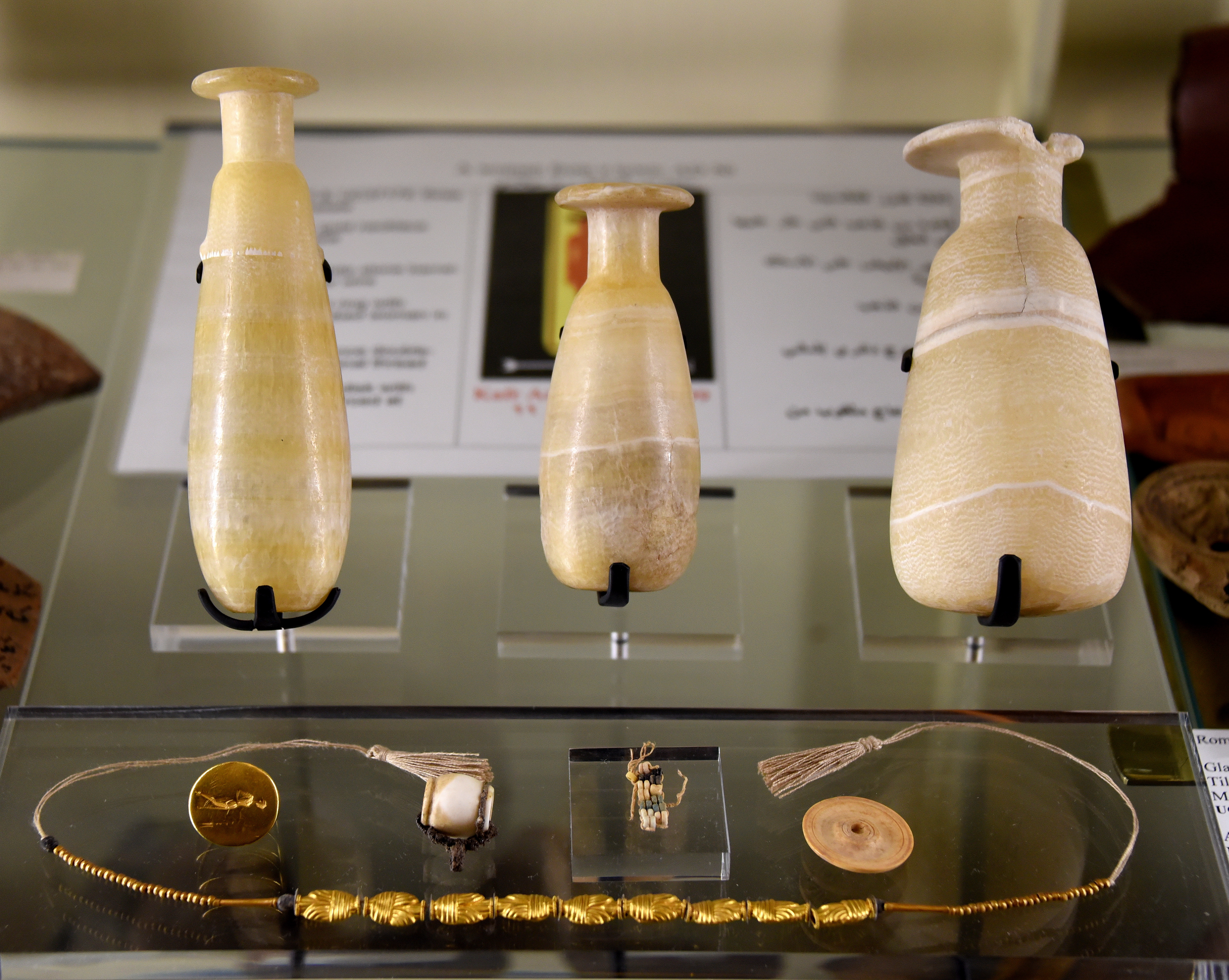
Bens do túmulo 99
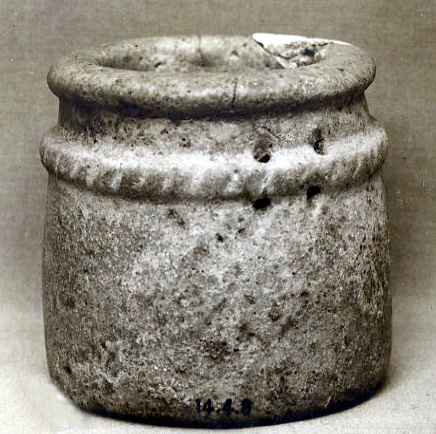
Jarro de faiança
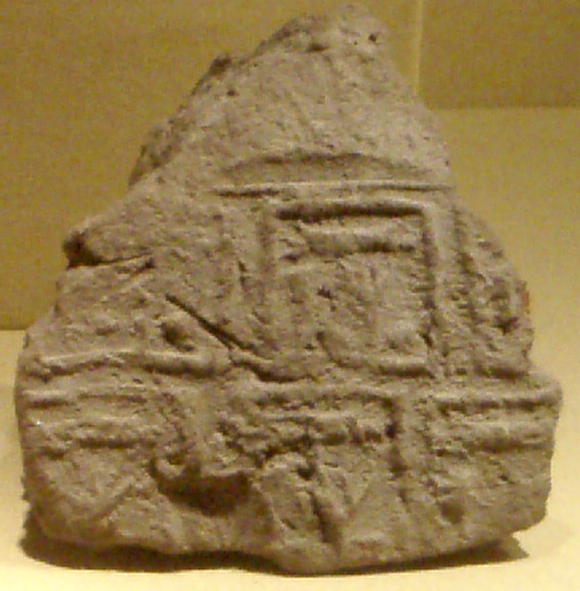
Selo de Narmer
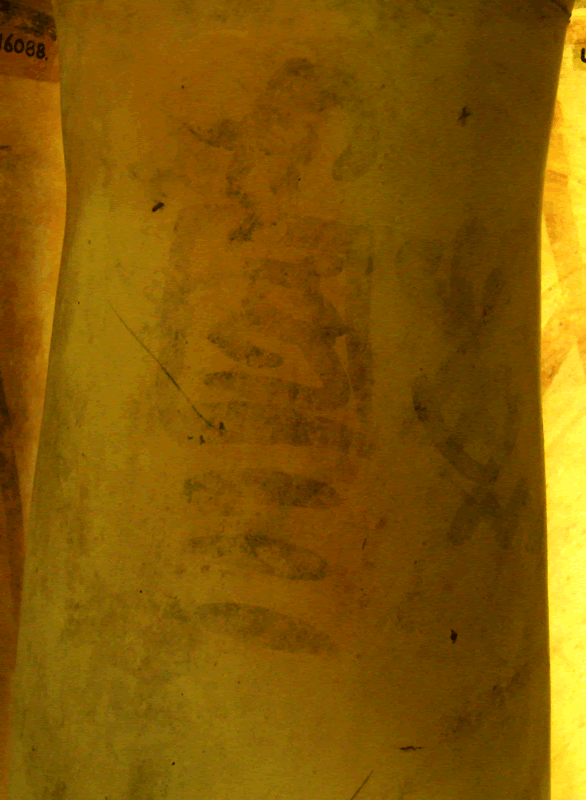
Sereque de Crocodilo
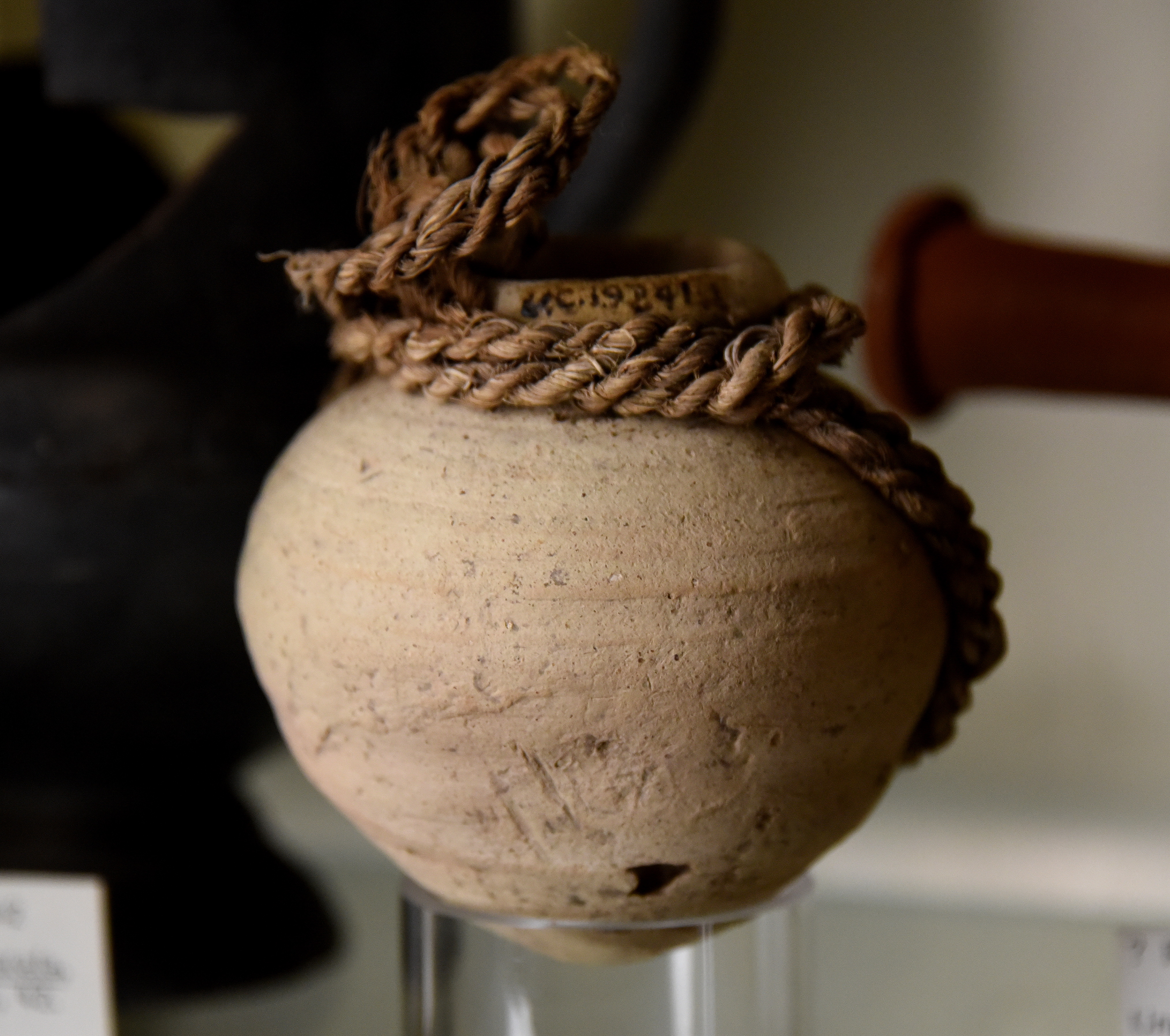
Jarro cerâmico
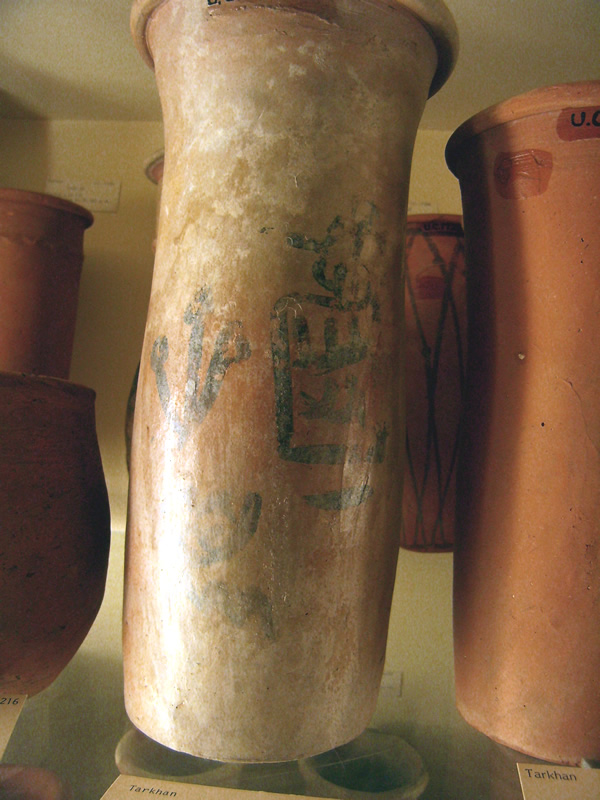
Sereque de Ka